# Tome-Adelino, New Mexico
Tome-Adelino, New Mexico (енгл. Tome-Adelino) град је у америчкој савезној држави Њу Мексико.

## Демографија
По попису из 2000. године број становника је 2.211.
| Група             | 2000.         | 2010.    |
| Белци             | 753 (34,1%)   | 0 (0,0%) |
| Афроамериканци    | 7 (0,3%)      | 0 (0,0%) |
| Азијати           | 5 (0,2%)      | 0 (0,0%) |
| Хиспаноамериканци | 1.401 (63,4%) | 0 (0,0%) |
| Укупно            | 2.211         | 0        |